# کامی بل
کامی بل (انگلیسی: Cammy Bell؛ زادهٔ ۱۸ سپتامبر ۱۹۸۶) بازیکن فوتبال اهل بریتانیا است.
از باشگاه‌هایی که در آن بازی کرده‌است می‌توان به باشگاه فوتبال کیلمارنوک، باشگاه فوتبال رنجرز، و باشگاه فوتبال فالکیرک اشاره کرد.
وی همچنین در تیم ملی فوتبال اسکاتلند بازی کرده‌است.